# Delissea subcordata
Delissea subcordata är en klockväxtart som beskrevs av Charles Gaudichaud-Beaupré. Delissea subcordata ingår i släktet Delissea, och familjen klockväxter.

## Underarter
Arten delas in i följande underarter:
- D. s. obtusifolia
- D. s. subcordata

## Bildgalleri

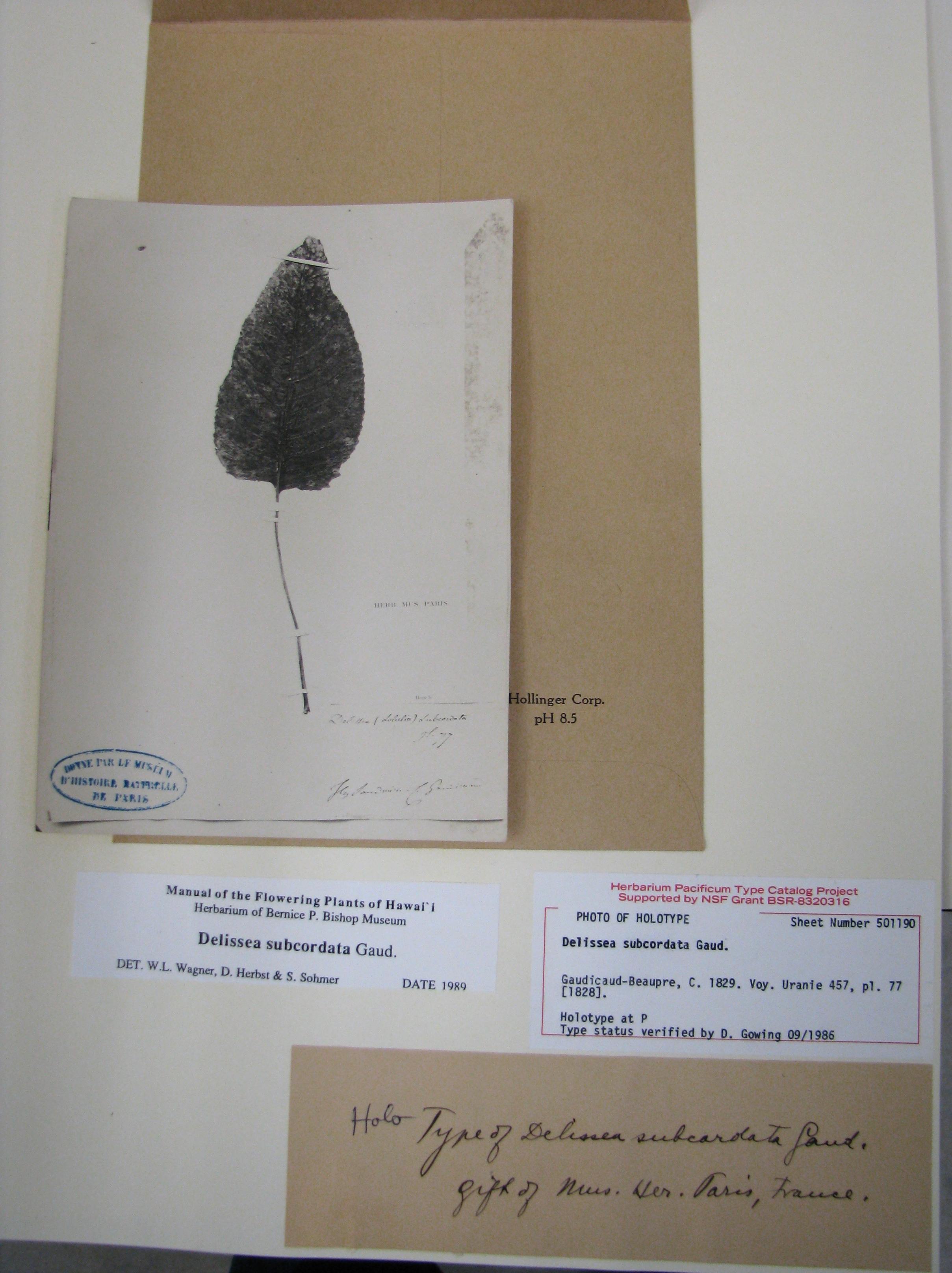
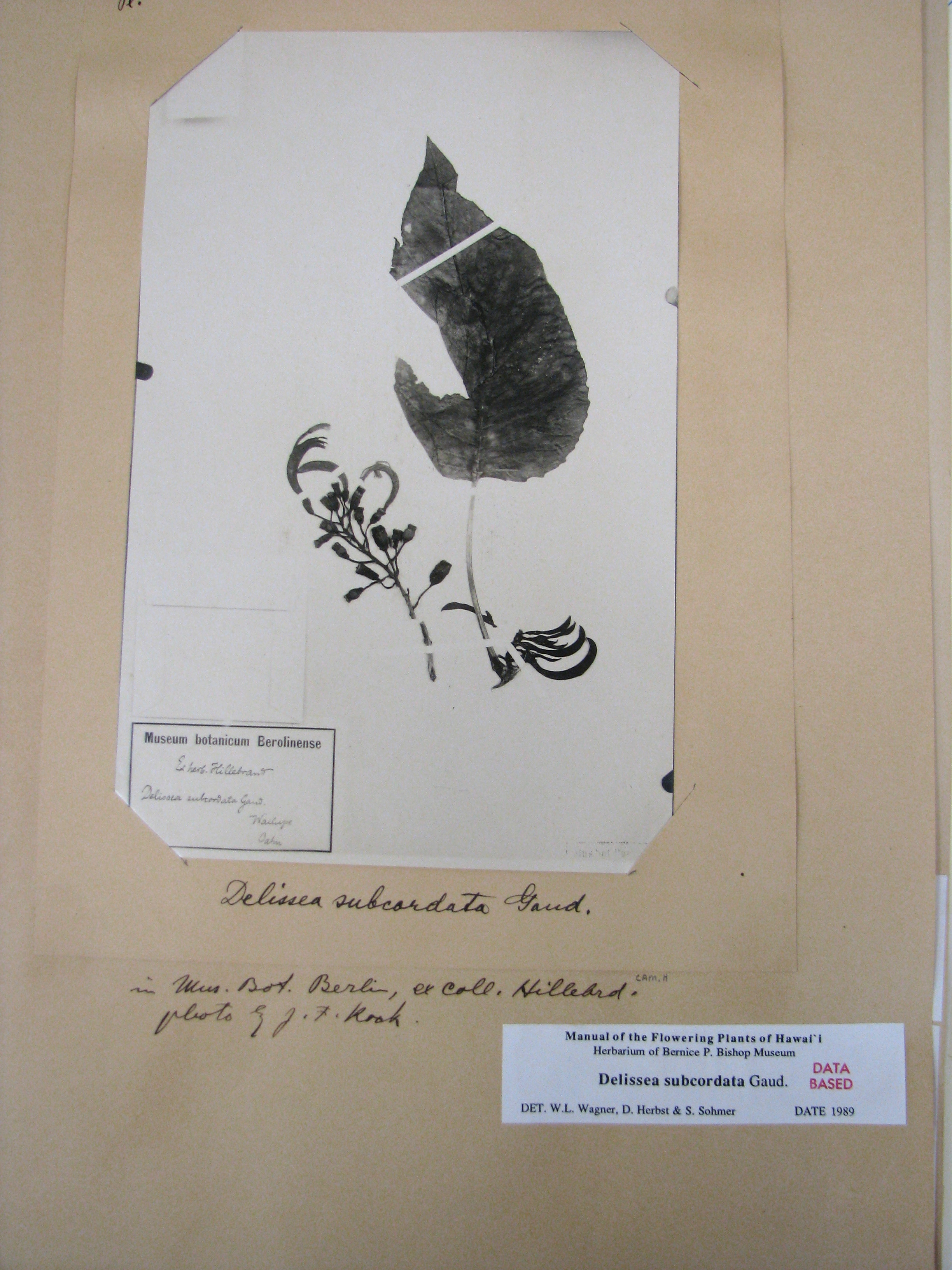
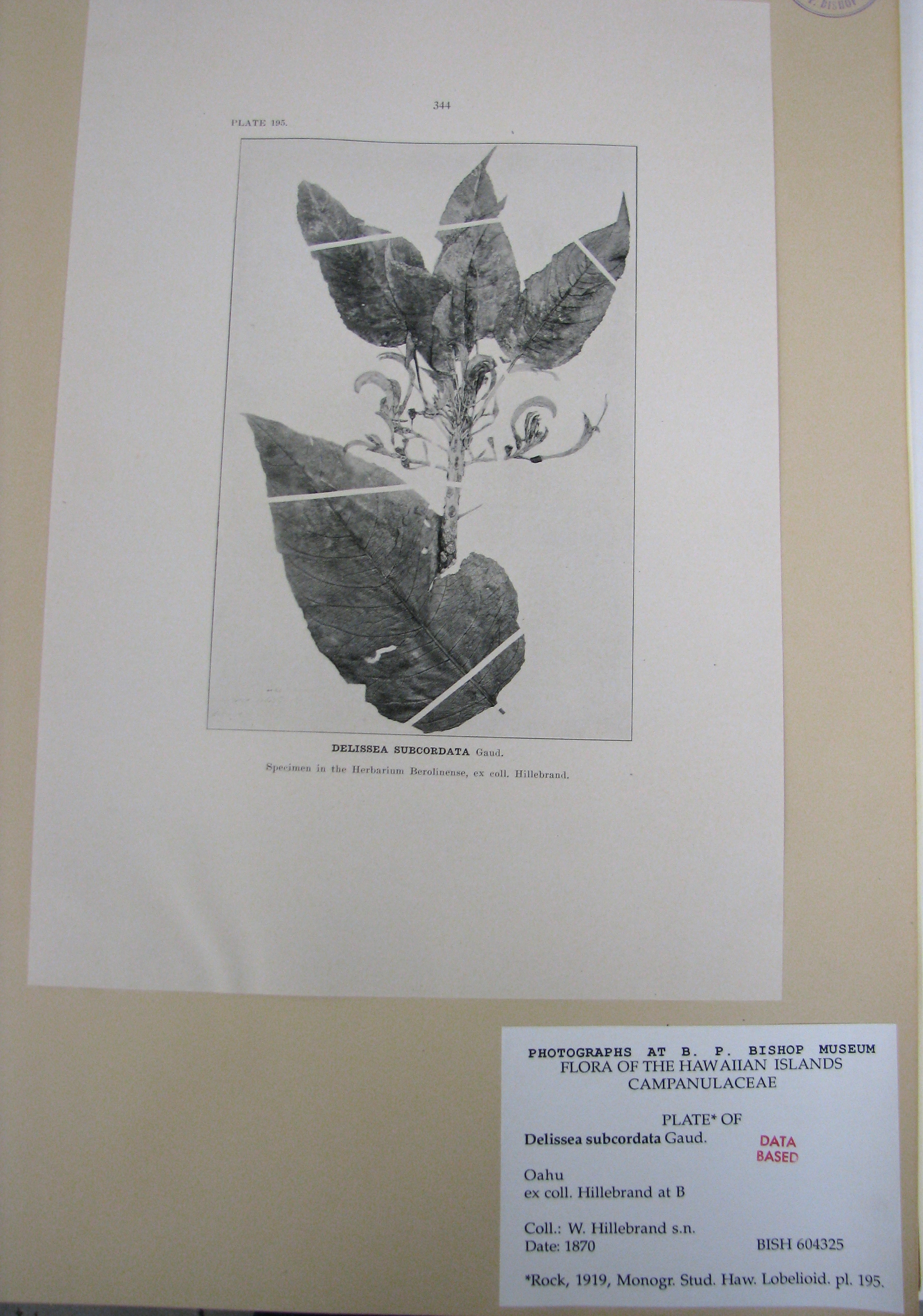
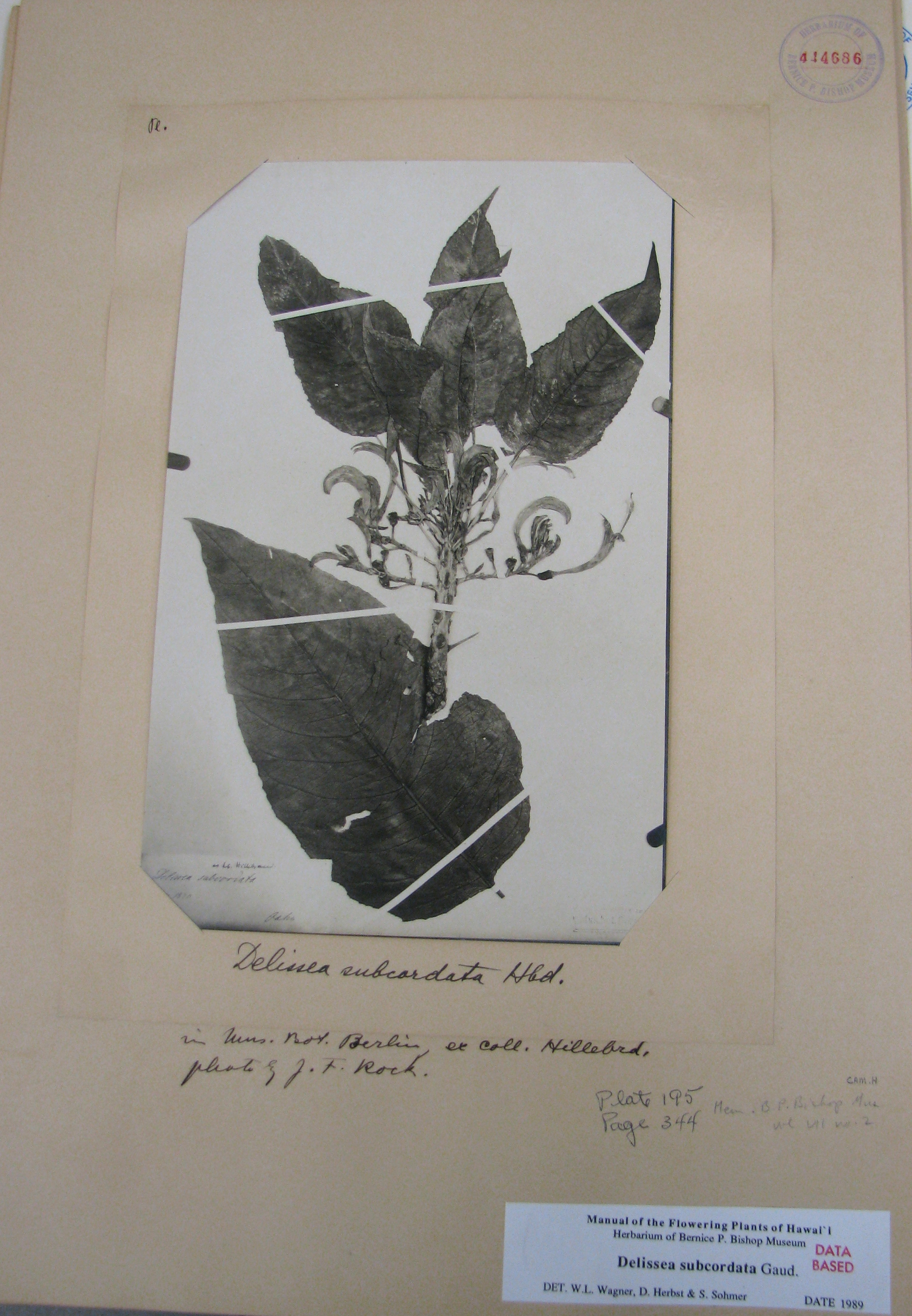
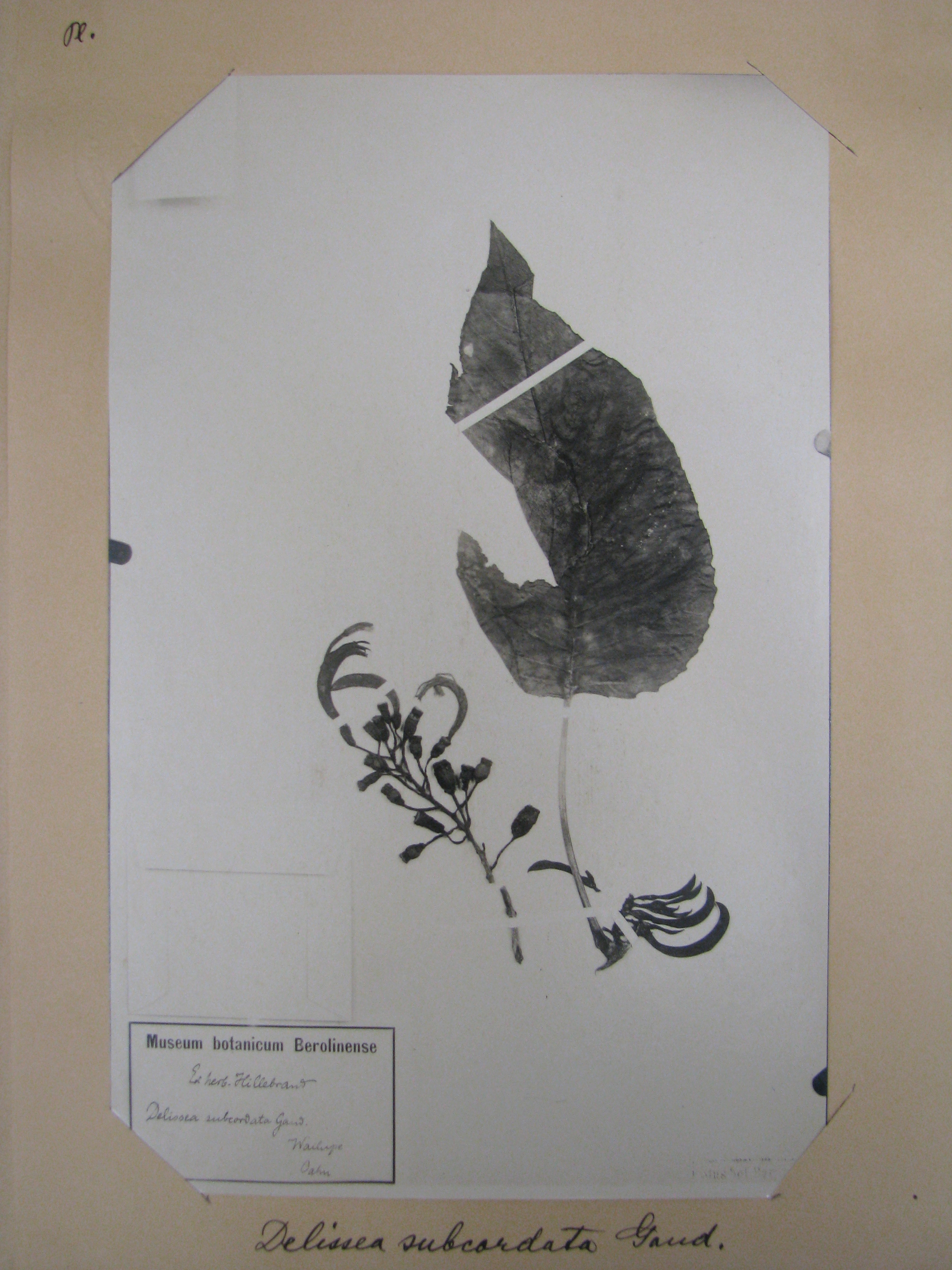
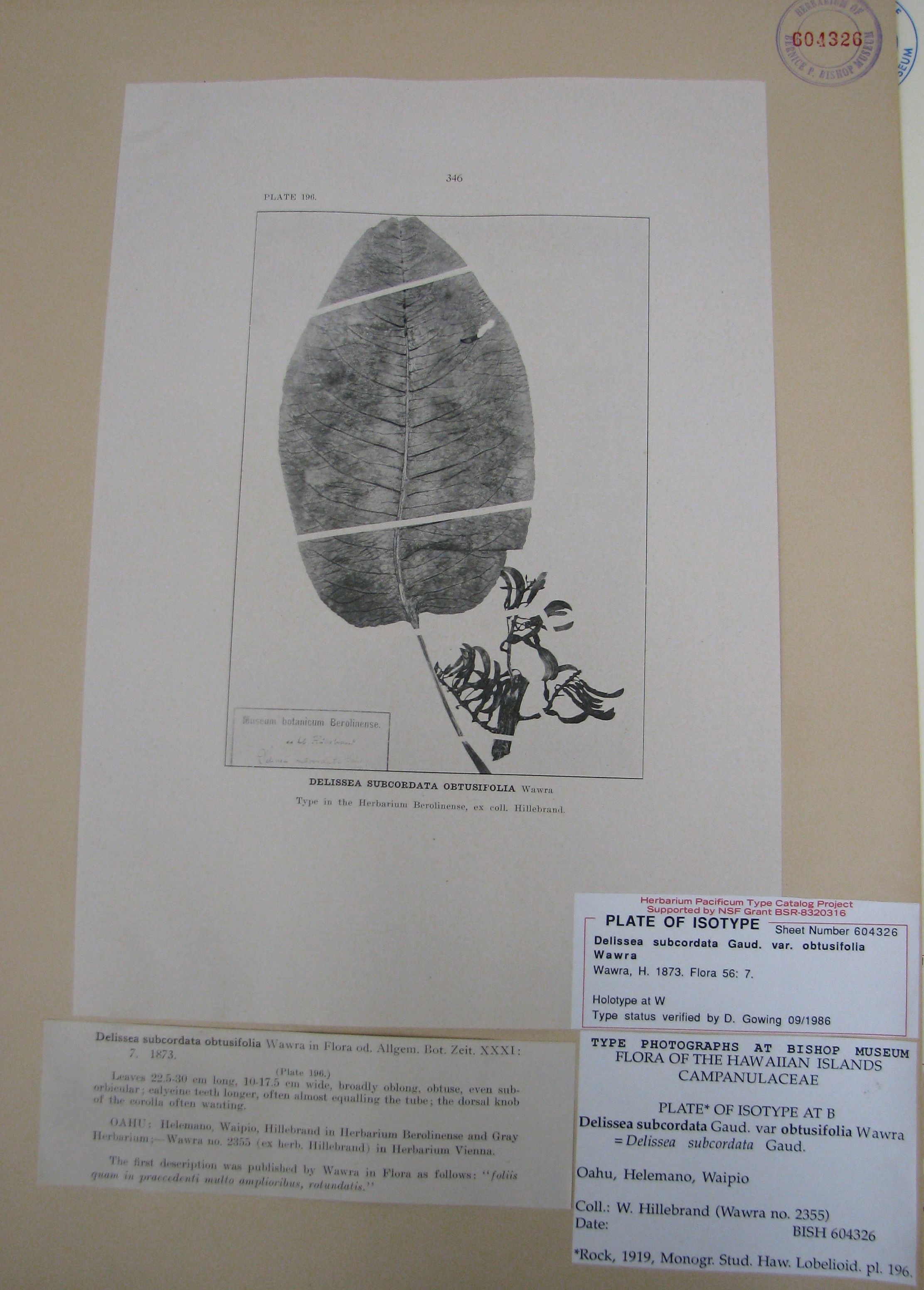